# Japan Electronics and Information Technology Industries Association
Japan Electronics and Information Technology Industries Association (яп. 社団法人電子情報技術産業協会, (Японська Асоціація Електроніки та Інформаційних Технологій), JEITA) — японська торгова організація в області електроніки і IT індустрії. Вона утворена в 2000 із двох попередніх організацій, Electronic Industries Association of Japan і Japan Electronic Industries Development Association.